# LANIA
El Laboratorio Nacional de Informática Avanzada, A.C. es un centro e instituto de investigación, enseñanza y desarrollo en técnicas avanzadas de la informática ubicado en la Ciudad de Xalapa, Veracruz, México, creado en octubre de 1991. Cuenta con más de 30 años de experiencia y desde su inicio se ha dedicado al desarrollo de soluciones informáticas para México. 

Como parte de las aportaciones que LANIA ofrece está la incorporación de profesionales en Tecnologías de la información y la comunicación al sector productivo y empresarial; el involucrar a sus estudiantes y catedráticos, en el desarrollo de proyectos y en la capacitación de herramientas de software, para que de este modo, puedan desenvolverse y adquirir mayor experiencia en el área elegida.

LANIA ofrece a las empresas y la industria una serie de aplicaciones que son generadas por las líneas de investigación que se trabajan en el Centro. 
Principalmente cuenta con 3 objetivos fundamentales:
1. Promoción y vinculación en TIC a través de consultoría y servicios;
2. Formación de recursos humanos;
3. Investigación y desarrollo tecnológico en informática.

Desde su creación, LANIA ha sabido combinar sus actividades de investigación con trabajos de desarrollo y consultoría de proyectos, basando su éxito en:
- La centralización de sus actividades de investigación alrededor de proyectos de desarrollo tecnológico, formación de especialistas y servicios a los sectores sociales.
- El desarrollo y el impulso a la creación de proyectos con innovación tecnológica para el sector productivo, actividad que realiza de manera permanente.
- La generación de una amplia gama de proyectos de investigación en colaboración con universidades y centros de investigación de México y otros países, buscando siempre vincularlos con la solución a problemas de interés nacional.

## Antecedentes
Desde sus inicios ha contado con el apoyo del Gobierno del Estado de Veracruz y a partir de 1992, adopta un modelo de financiamiento mixto con la concurrencia de fondos públicos y privados, que han permitido al laboratorio proporcionar a las empresas y al sector público un apoyo estratégico, tanto en la formación de nuevos cuadros de especialistas como en la generación de nueva tecnología.
A partir de 1991 a la actualidad se ha acuñado experiencia en el ámbito de la formación de recursos humanos, que se plasma en la creación de un Centro de Enseñanza Lania, logrando vincular de manera natural, el quehacer y la experiencia docente con la demanda de competencias laborales de alta especialización del sector productivo nacional e internacional en materia de tecnologías de la información y la comunicación. Este modelo –institución educativa dentro de una empresa- garantiza la vinculación efectiva entre centro de enseñanza y mercado del trabajo.

### Misión
Generar, promover y apoyar el buen uso de la más moderna tecnología informática a través de: la investigación, el desarrollo tecnológico, la formación de recursos humanos y la vinculación académica y con el sector productivo mediante proyectos de servicio con innovación tecnológica.

### Visión
Constituirse en una entidad de excelencia, especializada en investigación aplicada e innovación en tecnologías de la información y las comunicaciones, a través de la conformación de una red de unidades regionales que, de manera integrada y complementaria, funcionen potenciando sus capacidades, competencias y especialidades en beneficio de la sociedad.

### Modelo de servicios
LANIA está organizada alrededor de tres centros de negocio: el Centro de Educación LANIA (CEL), el Centro de Investigación e Innovación LANIA (CIIL), y el Centro de Servicios Tecnológicos (CEST) que permiten generar servicios como:
- Prospectiva y transferencia de conocimientos tecnológicos como resultado de las actividades de investigación aplicada de LANIA, su red de investigadores y otros centros a ser involucrados en los problemas a resolver.
- Consultoría y asesoría a empresas de TIC para la generación de nuevos productos y optimización de los productos existentes que promuevan la innovación en las instituciones.
- Educación, actualización y capacitación empresarial en TIC: a través de la formación de especialistas.

El modelo de crecimiento de LANIA se basa en la creación de espacios para la tarea científica y tecnológica como instrumentos estratégicos de competitividad y desarrollo a través de la creación de una red de sedes regionales, en distintos sitios del país, con especialidades y servicios complementarios. 

### Oferta educativa
El Centro de Educación LANIA (CEL) se centra en una de las competencias más fuertes y naturales de LANIA, la educación; donde posee una experiencia de más de 30 años. 
Desde su inicio, el LANIA encontró en la actividad de formación de recursos humanos una veta en la que demostró su efectividad y aceptación por parte del sector productivo con una oferta educativa innovadora y pertinente en tópicos de frontera tecnológica, enfocada a la demanda de soluciones del mercado y respaldada por el grupo de investigadores y consultores de LANIA.
La oferta educativa del CEL puede resumirse en tres grandes apartados:
- Formación de especialistas. Se ofrecen la Maestría en Computación Aplicada y la Maestría en Redes y Sistemas Integrados. La primera, reconocida por el Programa Nacional de Postgrados de Calidad del CONAHCyT (Consejo Nacional de Humanidades, Ciencia y Tecnología), está orientada a la formación de profesionales con conocimientos avanzados en tecnologías emergentes para la generación de soluciones novedosas a problemas complejos encontrados en las diferentes áreas del sector productivo. La segunda, está orientada a la formación de especialistas con una visión avanzada y sólida en redes de computadoras y sistemas de información integrados, sus tendencias, retos y perspectivas para resolver problemas que se plantean en las organizaciones públicas y privadas utilizando técnicas avanzadas de computación. Adicionalmente, este último posgrado cuenta con la modalidad a distancia en línea.

- Actualización de ejecutivos, profesionales y docentes.  LANIA  actualiza a profesionales y técnicos del área a través de Diplomados, Cursos de Actualización y Talleres. Algunos de ellos permiten alcanzar certificaciones internacionales.

- Formación de técnicos. Un apartado muy importante es la formación de técnicos en el uso de tecnologías demandadas por el sector productivo mediante el Programa de Academias, que considera la alienación curricular, capacitación y certificación de docentes y alumnos.

### Programas académicos
- 1. Maestría en Computación Aplicada (MCA)
- 2. Maestría en Redes y Sistemas Integrados (MRYSI) Modalidad en línea y presencial (sábados)

### Fortaleza

#### Planta académica
Formada por especialistas del LANIA con grado de Doctorado y/o Maestría. Esta planta académica se enriquece con profesores por asignatura provenientes del país y del extranjero. 

### LANIA y el extranjero
LANIA tiene participación activa en proyectos académicos de corte internacional con participación industrial. LANIA fue la sede del Laboratorio Mexicano Franco Mexicano de Informática (LAFMI) de 2002 a 2006, y actualmente es promotor del Laboratorio Euro Mexicano de Informática (LAEMI).

### Estancias en México y el extranjero
La realización de estancias en el Extranjero, en Universidades y Centros de Trabajo de Europa y EUA como la Texas Christian University (EUA); Hewlett Packard Labs en California (EUA); Probayes (Francia), INRIA (Francia), son muestra de la expansión y calidad de los proyectos realizado en el Centro.
La participación de alumnos en proyectos de investigación y de desarrollo tecnológico con Universidades de México también es muy importante y se le da promoción y apoyo.

### Certificaciones
Ofrecimiento de certificaciones como parte de los planes de estudios del programa de Redes y Sistemas Integrados. Actualmente el CEL está reconocido como un AASEC (Authorized Academic Sun Education Center) de Sun Microsystems; IT Academy de Microsoft, y como miembro del Workforce Development Program de Oracle.

### Investigación científica
1. Ambiente Colaborativo para la Composición de Escenarios de Aprendizaje - Téllez Mora, Fernando.
2. Modelo y Lenguaje de Evolución Basado en Versiones Bitemporales para Almacenes de Datos - Rechy Ramírez, Ericka Janet.
3. Evaluación y Optimización de Consultas Inductivas, Caso de Patrones Secuenciales - Hernández López, Alma Rosa.
4. Arquitectura para la búsqueda de Información Altamente Distribuida en una Plataforma GRID - Ponce Ruiz, Miguel Ángel.
5. Diseño de una Infraestructura de mediación basada en XML, para el acceso uniforme a múltiples repositorios de objetos de aprendizaje - Alonso Ramírez, Lorena.

- Datos: Q5961316